# برین ترول
برین تِروِل (انگلیسی: Bryn Terfel؛ زادهٔ ۹ نوامبر ۱۹۶۵) یک خواننده اپرا و هنرپیشه اهل ولز است.
صدای او باس-باریتون است و بیشتر نقش اول اپراهای موتزارت (از جمله دون ژوان و ازدواج فیگارو) را اجرا می‌کرد؛ اما پس از مدتی به نقش‌های سنگین‌تر از جمله اپراهای ریشارد واگنر روی آورد.
برین تِروِل بابت اجراهایش برندهٔ جوایز گوناگونی نظیر «جایزه گرمی» و «جایزهٔ موسیقی کلاسیک بریتانیا» شده است.
او همچنین یکی از دارندگان «رتبه امپراتوری بریتانیا» است.